# Leonardo Magarelli
Leonardo Luis Magarelli (21 agosto 1974) è un ex giocatore di calcio a 5 argentino.

## Carriera
Magarelli vanta la partecipazione, con la Nazionale maschile di calcio a 5 dell'Argentina, a due edizioni del FIFA Futsal World Championship: nel 1996 la selezione sudamericana è stata eliminata al primo turno nel girone comprendente Paesi Bassi, Russia e Cina; nel 2000 è giunta al secondo turno.